# Daizo Okitsu
Daizo Okitsu (興津 大三 Okitsu Daizo?), född 15 juni 1974 i Hyōgo prefektur, är en japansk före detta fotbollsspelare.
Okitsu började sin karriär 1997 i Shimizu S-Pulse. 2000 flyttade han till Cerezo Osaka. Han avslutade karriären 2000.